# En färd till Indien
En färd till Indien (1924) (originaltitel: A Passage to India) är en roman av E.M. Forster som utspelar sig mot bakgrund av den indiska självständighetsrörelsen mot den brittiska kolonialmakten i Indien.
Boken kretsar kring fyra personer, doktor Aziz, hans brittiska vän Mr. Cyril Fielding, Mrs. Moore, och Ms. Adela Quested. Vid en färd till  Marabargrottorna anklagas Azis av Adela för att ha försökt angripa henne. Rättegången mot Aziz, och dess upptakt och efterdyningar, för upp till ytan alla rasmotsättningar och fördomar som finns mellan de infödda indierna och de brittiska kolonisatörerna som styr Indien.

## Filmatisering
Romanen kom i en filmatisering 1984 i regi av David Lean. Filmen vann två Oscar och flera andra utmärkelser.